# Ттуджур (Гегаркунік)
Ттуджур (вірм. Թթուջուր) — село в марзі Гегаркунік, на сході Вірменії. Село розташоване в ущелині на правому березі річки Гетік, за 5 км на північний захід від міста Чамбарак, за 4 км на південний схід від села Гетік на трасі, що з'єднує місто Чамбарак з містами марзу Тавуш — Діліжаном та Іджеваном.
В селі є церква та прилегле зруйноване поселення. 6 травня 2010 р., в селі був зведений пам'ятник слави і безсмертя, присвячений німецько-радянській війні, в якій загинули 61 вірмен з села Ттуджур. Церемонія була проведена в рамках 65-ї річниці перемоги Радянського Союзу над нацистською Німеччиною. В урочистій церемонії взяли участь посол Росії у Вірменії.